# Tragična sedmica
Tragična sedmica (katalonski: la Setmana Tràgica, španski: la Semana Tragica 25. jul — 2. avgust 1909) je naziv koji se koristi za seriju krvavih sukoba između vojske i radničke klase u Barseloni i drugim gradovima Katalonije, tokom poslednje sedmice jula 1909.
Tragična sedmica je počela Generalnim štrajkom i nasilnom sukobima u Barseloni u kojima su regionalisti, anarhisti, radikali i nezadovoljni radnici protestovali protiv mobilizacije za rat u Maroku i radničke politike koju su oni videli kao nazadnu. Napadane su i spaljivane crkve i samostani, a sveštenici su ubijani zajedno sa policajcima. Do 1. avgusta Barselona je bila poprište pravog ustanka kojim nisu upravljali ni sindikalne vođe ni radikali. 
Na kraju su gubici bili: 8 mrtvih i 124 ranjenih na strani vojske i policije, i između 104 do 150 ubijenih civila. U oštroj reakciji vlasti, preko 1700 ljudi je kažnjeno, od čega 59 doživotnom robijom, a petoro smrtnom presudom, uključujući i Frančeska Ferera, osnivača modernih škola. 
Neuspesi iz ovog događaja naveli su španske anarhiste i radničke aktiviste da osnuju CNT u pokušaju da stvore organizaciju koja bi bila sposobna da prevaziđe uzaludne protestne akcije.